# 覺羅栢修
覺羅栢修，又作柏修、柏脩、白秀，鑲紅旗滿洲人，清朝覺羅，政治人物。

## 生平
初為监生。康熙五十九年（1720年），挑补八品拜唐阿。
雍正元年（1723年），升授主事。
十年（1732年），以陝西道監察御史差充巡視台灣監察御史。
十二年（1734年），升授內閣學士兼禮部侍郎銜。同年，暫署工部右侍郎，授兵部右侍郎，兼授鑲藍旗漢軍副都統，署兵部左侍郎，改鑲藍旗滿洲副都統。
十三年（1735年），署理奉天將軍。後以刑部侍郎銜派往鄂爾昆履勘屯田。
乾隆元年（1736年），授刑部右侍郎，調任工部右侍郎。
二年（1737年），授護軍營鑲藍旗護軍統領。

## 家庭及關聯
宁古塔贝勒之大贝勒德世库的六世孙，素赫臣的五世孙，祐兴阿的四世孙，卓尔会的曾孙，万宝的孙子，三宝之子。
永陵宝城外西北的一组墓葬是栢修祖墓，世称觉罗白秀祖坟，但墓中是否是德世库或栢修的其他先祖则不可考。